# Chimay
Chimay (valonă Chimai) este un oraș francofon din regiunea Valonia din Belgia. Comuna Chimay este formată din localitățile Chimay, Baileux, Bailièvre, Bourlers, Forges, L'Escaillère, Lompret, Rièzes, Robechies, Saint-Remy, Salles, Vaulx, Villers-la-Tour și Virelles. Suprafața sa totală este de 197,10 km². La 1 ianuarie 2008 comuna avea o populație totală de 9.944 locuitori. 
Orașul are un castel, reședința familiei princiare de Chimay, dar este cunoscut mai presus de toate datorită Abației Scourmont ai cărei călugări au perpetuat o tradiție de realizare a berii. Actualmente berea Chimay este produsă la berăria din localitatea Baileux, pentru a nu perturba viața monastică.

## Localități înfrățite
- Franța: Conflans-Sainte-Honorine, localitate în care râul Oise, ce izvorăște de lângă Chimay, se varsă în Sena;
- Regatul Unit: Ramsgate.